# غازي كنعان
غازي كنعان (1942 - 12 أكتوبر 2005) رئيس أسبق لشعبة الاستخبارات السورية في لبنان، ووزير داخلية أسبق في سوريا من أكتوبر 2003 وحتى اغتياله بتاريخ 12 أكتوبر 2005.

## حياته
ولد في قرية بحمرا في محافظة اللاذقية بسوريا. تخرج من المدرسة الحربية في مدينة حمص عام 1965، واستلم رئاسة فرع مخابرات المنطقة الوسطى (حمص) وكان برتبة نقيب وبقي فيها حتى عام 1982 حيث أشرف بنفسه ومارس بشخص في كثير من الأحيان التحقيق مع المقبوض عليهم من أهالي حماة في أحداث الثمانينات، ويتهمه البعض بأنه قد عذب بنفسه عدد منهم وتسبب بإعدامهم ميدانيا.
أصبح رئيس جهاز الأمن والاستطلاع في لبنان في سنة 1982 وبقي في هذا المنصب حتى العام 2001 حيث سلمه إلى العميد رستم غزالة. ويعتبر إنه شدد قبضة سوريا على لبنان حيث كان المخطط وراء انهيار معاهدة 17 أيار بين إسرائيل ولبنان بوساطة واشنطن عام 1983 كما كان وراء انسحاب قوة متعددة الجنسيات بقيادة الولايات المتحدة في عام 1984 والإطاحة بقائد الجيش اللبناني رئيس الحكومة العسكرية ميشال عون في 13 أكتوبر 1990. بعد عودته من لبنان عُيّن مديراً للأمن السياسي في سورية عام 2001، ثم وزيراً للداخلية عام 2003.
وهو كان من بين عدة مسؤولين أمن سوريين إستجوبهم محققون من الأمم المتحدة في إطار التحقيق الدولي في مقتل رئيس الوزراء اللبناني السابق رفيق الحريري.
كانت لجنة التحقيق الدولية باغتيال الحريري قد حققت معه في سبتمبر 2005 في منتجع المونتي روزا قرب الحدود السورية - اللبنانية. كما جمدت وزارة الخزانة الأمريكية في مطلع عام 2005 أصول غازي كنعان والعميد رستم غزالة خليفته في لبنان في خطوة قالت عنها أنها تهدف للعزل المادي للممثلين السيئين الذين يدعمون جهود سوريا للاخلال باستقرار جيرانها.
قبيل حادثة اغتياله صرّح الرئيس السوري بشار الأسد بأن أي مسؤول سوري يثبت تورطه باغتيال رفيق الحريري سيحاكم بتهمة الخيانة، وآخر مقابلة معه كانت في اتصال هاتفي مع إذاعة صوت لبنان فيها أعرب عن حزنه من المسؤولين اللبنانيين وخيبة أمله منهم ونفى اتهامات بالرشوة تداولتها محطة نيو تي في، وختم المقابلة بقوله هذا آخر تصريح يمكن أن أعطيه وطلب من مقدمة البرنامج أن تعطي تصريحه لثلاث محطات تلفزيونية لبنانية.

## انتحاره
في صباح يوم الأربعاء 12 أكتوبر 2005 غادر مكتبه في وزارة الداخلية لمدة ثلث ساعة إلى منزله ثم عاد ودخل مكتبه وبعد عدة دقائق سمع صوت طلق ناري وكانت الطلقة من مسدس في فمه، وهذا وفق إفادة العميد وليد أباظة مدير مكتبه، وسرعان ما أعلن المحامي العام الأول في دمشق محمد مروان اللوجي أن التحقيق الرسمي في ظروف وفاة كنعان انتهى باعتباره حادث انتحار.

### المواقف بعد انتحاره
- فاروق الشرع وزير خارجية سوريا اتهم وسائل الإعلام اللبنانية بدفع غازي كنعان على الانتحار. حيث قال: «إن بعض وسائل الاعلام وما تسرب من لجنة التحقيق في اغتيال رئيس الوزراء اللبناني الأسبق رفيق الحريري ظلماً وبهتاناً عن أشياء لم تحصل ساهما في قتل اللواء غازي كنعان، ربما هناك بعض وسائل الإعلام التي لا تتعلم أو تستفيد من المجريات وبعضها ساهم في قتل اللواء كنعان، كيف تستمر هذه الوسائل في اتهاماتها لسورية؟ ان رئيس لجنة التحقيق الدولية في اغتيال الحريري وعدنا سابقا بأنه سينفي كل ما لم يحصل في لقاءاته مع المسؤولين السوريين ونحن في انتظار رد السيد ميليس على الادعاءات التي أوردتها إحدى القنوات اللبنانية. آمل أن تستفيد وسائل الإعلام من التجربة المريرة التي مرت بها وأن تحافظ على موضوعيتها وصدقيتها لأنها عندما تستخدم الكلمة فكأنها تستخدم الرصاصة».
- رئيس التيار الوطني الحر في لبنان النائب ميشال عون قال: «لقد خدم النظام السوري حتى الانتحار».
- رئيس الحزب التقدمي الاشتراكي في لبنان النائب وليد جنبلاط قال: «إذا كان اللواء غازي كنعان يتحمل مسؤولية ما في مكان ما في جريمة اغتيال الرئيس الشهيد رفيق الحريري فحسناً فعل بانتحاره وإذا كان شعر بمهانة لكرامته فإنه عمل شجاع لرجل شجاع».
- الحكومة الأمريكية رفضت التعليق على حادثة الانتحار.
- الحكومة الإسرائيلية قالت: «النظام السوري قتل غازي كنعان ومتورط مباشرة في قتل الحريري».

## حياته الشخصية
متزوج وله ستة أولاد (أربعة ذكور وابنتان) يقيمون في دمشق.